# Hydrophis vorisi
Hydrophis vorisi är en ormart som beskrevs av Kharin 1984. Hydrophis vorisi ingår i släktet Hydrophis och familjen giftsnokar och underfamiljen havsormar. Inga underarter finns listade i Catalogue of Life.
Denna orm förekommer i havet mellan södra Nya Guinea och Kap Yorkhalvön (Australien). Honor lägger inga ägg utan föder levande ungar. Ormens bett är giftigt.
Det är inget känt om populationens storlek och möjliga hot. IUCN kategoriserar arten globalt som otillräckligt studerad.